# Tunnelbegegnungsverbot
Als Tunnelbegegnungsverbot (Abkürzung TBV) wird im Bahnbetrieb in Deutschland das Verbot der Begegnung bestimmter Züge in Eisenbahntunneln bezeichnet. Es besteht vor allem auf Hochgeschwindigkeitsstrecken, die mit mindestens 250 km/h befahren werden. Betroffen sind insbesondere Begegnungen von Güterzügen mit sehr schnellen Personenzügen. Das Tunnelbegegnungsverbot kann rein dispositiv (fahrplanmäßig), durch ein technisches System oder eine technische Sicherung mit signaltechnischer Sicherheit sichergestellt werden. Während bei in den 1990er Jahren in Betrieb genommenen Strecken grundsätzlich ein dispositiver Ausschluss reicht, wird bei neueren Strecken ein besonders sicheres technisches Überwachungssystem gefordert.
In Deutschland gilt ein Tunnelbegegnungsverbot auf den im Mischverkehr von Personen- und Güterzügen befahrenen Schnellfahrstrecken Nürnberg–Ingolstadt, Mannheim–Stuttgart und Hannover–Würzburg sowie zwischen Ebensfeld und Erfurt. Strecken ohne Tunnel (z. B. Oebisfelde–Berlin) sowie die aus technischen Gründen nur vom Personenverkehr befahrene Schnellfahrstrecke Köln–Rhein/Main sind vom Tunnelbegegnungsverbot nicht betroffen.
Abseits von Schnellfahrstrecken bestehen derartige Verbote in den Mainzer Eisenbahntunneln und im Eggetunnel. In der Europäischen Union gibt es nur in Deutschland ein derartiges Begegnungsverbot von Reise- und Güterzügen.

## Anforderungen und Umsetzung
Bei Zugbegegnungen kommt es zu Druckbelastungen durch die Kopfwelle der schnellfahrenden ICE sowie Strömungsbelastungen durch die Eigengeschwindigkeit der Güterzüge. Ein Begegnungsverbot von Personen- und Güterzügen war Ende der 1980er Jahre noch nicht vorgesehen. Während für Abdeckplanen ab 1. Januar 1990 neue Vorschriften ohnehin eine neue Befestigung vorsahen, um der Strömungsbelastung standzuhalten, waren bei Begegnungen mit ICE-Zügen für Verkehre des Kombinierten Ladungsverkehrs geringfügige Geschwindigkeitsreduzierungen der Schnellzüge vorgesehen, um die Druckbelastung zu senken. Als kritisch für Begegnungen von Personen- und Güterzügen in Tunneln hatten sich Ende 1980er Jahre Behälter des Kombinierten Ladungsverkehrs erwiesen, die eine Reduktion der Druckbelastung bei Zugbegegnungen mit Personenzügen und damit eine Geschwindigkeitsreduktion des ICE erforderlich machte. Mitte 1991 galten Begegnungen von Personen- und Güterzügen im Tunnel als vertretbar, wenn ICE höchstens 250 km/h fahren, lokbespannte Reisezüge höchstens 200 km/h, InterCargoExpress-Züge höchstens 160 km/h und konventionelle Güterzüge 120 km/h. Diesen Erkenntnissen seien umfangreiche Untersuchungen und Messreihen vorangegangen. Im Rahmen der Versuchskampagne „HGV 90“ war in den 1990er Jahren ein akzeptables Belastungsreferenzniveau für Güterzüge anhand von Begegnungen von Hochgeschwindigkeitszügen und Güterzügen in den nominell 82,1 m² großen Tunneln der ersten beiden deutschen Neubaustrecken des Hochgeschwindigkeitsverkehrs ermittelt worden.
Nach den Anforderungen des Brand- und Katastrophenschutzes an den Bau und den Betrieb von Eisenbahntunneln (Tunnelrichtlinie) des Eisenbahn-Bundesamtes dürfen in Tunnelröhren mit zwei Gleisen von mehr als 500 m Länge fahrplanmäßige Begegnungen zwischen Reise- und Güterzügen nicht vorgesehen werden. Die Deutsche Bahn sieht für entsprechenden Güterverkehr Überholungen mit Pufferzeiten vor.
Das Tunnelbegegnungsverbot wird vielfach ergänzt um fahrzeug- und ladungsbezogene Einschränkungen, beispielsweise Verbote von Gefahrgut oder Autotransportwagen.

### Versuche auf der Schnellfahrstrecke Hannover–Würzburg
Zum Fahrplanwechsel am 13. Dezember 2009 wurde die zulässige Geschwindigkeit für ICE 1 und 2 zwischen Krieberg- und Eichenbergtunnel im Abschnitt Hannover–Göttingen der Schnellfahrstrecke Hannover–Würzburg auf 280 km/h angehoben. Eine durchgehende Geschwindigkeitserhöhung auf 280 km/h auch in den Tunneln der Neubaustrecke wurde untersucht. Die dazu notwendige sichere Trennung von Personen- und Güterzügen sollte über Änderungen an der bestehenden Sicherungstechnik realisiert werden.
Im Rahmen des Projekts „Mischverkehr Fulda – Burgsinn“ wurde in einem dreiwöchigen Pilotbetrieb ab dem 23. November 2009 in dem 44 Kilometer langen Abschnitt ein Verfahren erprobt, mit dem es ermöglicht werden sollte, auch tagsüber Güterzüge fahren zu lassen. Mit einer Software sollte dabei ausgeschlossen werden, dass sich Personen- und Güterzüge in Tunneln begegnen. Dazu wurden zwei Tunnelbereiche mit drei bzw. fünf Tunneln, getrennt durch den Überholbahnhof Mottgers, gebildet. Dabei wird eine sichere Unterscheidung der Zugarten durch Messungen der Achsabstände an 24 Stellen mittels Radsensoren sichergestellt, die die Achsabstände mit einer Genauigkeit von 15 Millimetern ermitteln.
Das System sollte auch auf anderen Neubaustrecken zum Einsatz kommen. Es sollte (Stand: 2010) weiter optimiert werden und zukünftig bei Bedarf zum Einsatz kommen. In einer weiteren Entwicklungsstufe sollten unter anderem unzulässige Fahrtsignale verhindert und die zuständigen Fahrdienstleiter am Betriebsbahnhof Burgsinn und der Betriebszentrale Frankfurt am Main entlastet werden.
Eine signaltechnisch sichere Lösung werde nach DB-Angaben von 2018 gesucht. Die Umsetzung sei nicht absehbar. Im Juni 2021 schrieb die Deutsche Bahn die Entwicklung und Lieferung eines technischen Zugarterkennungssystems zur Unterstützung des TBV aus. Dieses System soll in Kalbach (bei Fulda) aufgebaut werden. Die Ergebnisse des zu entwickelnden „Zugscanners“ sollen dem Bediener im Stellwerk Fulda zur Verfügung gestellt werden. Er soll drei Jahre auf technische Funktionsfähigkeit und Zuverlässigkeit überprüft werden. Höchstens einer von tausend Zügen dürfe falsch erkannt werden. Bei Umsetzung des Systems könnten zwischen Fulda und Burgsinn in den Tagesstunden bis zu 20 zusätzliche Trassen pro Richtung aufgenommen werden.

### Schnellfahrstrecke Nürnberg–Ingolstadt
Auf der Schnellfahrstrecke Nürnberg–Ingolstadt dürfen Züge mit mehr als 250 km/h fahren, wenn keine Züge auf der Strecke unterwegs sind, die mehr als 250 km/h schnellen Zügen nicht begegnen, an diesen vorbeifahren oder diese überholen dürfen.
Auf der Strecke soll ebenfalls ein TBV-System zum Einsatz kommen.

### Zwischen Ebensfeld und Erfurt

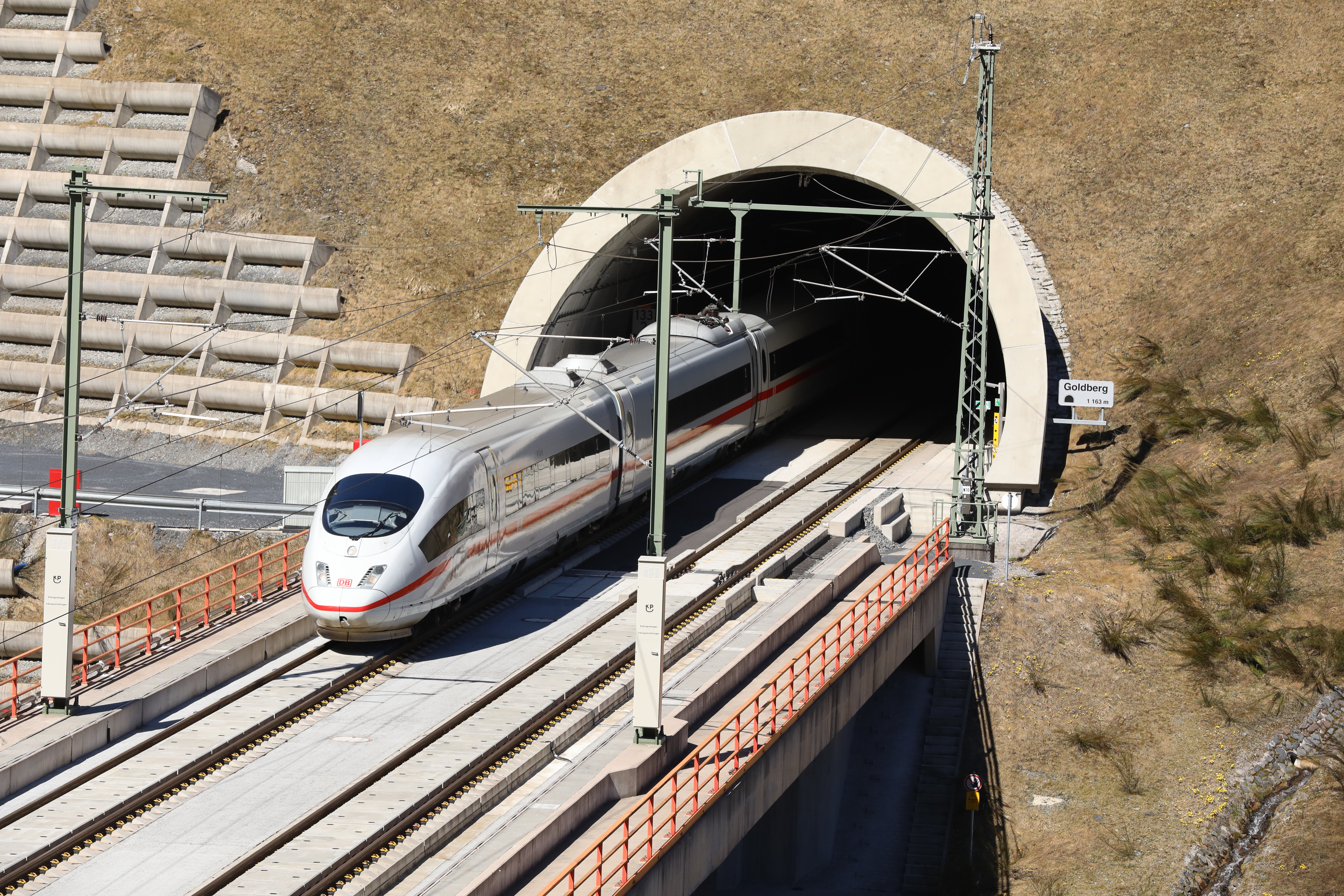
Der Tunnel Goldberg ist ein typischer Tunnel mit zweigleisigem Querschnitt zwischen Ebensfeld und Erfurt

Nachdem die Planfeststellung der Schnellfahrstrecke Nürnberg–Erfurt 1996 mit zweigleisigen Tunnelröhren abgeschlossen worden war, wurde die Tunnelrichtlinie des Eisenbahn-Bundesamtes fortgeschrieben, um die Sicherheit zu erhöhen. Die Richtlinie erlaubt seither nur noch eingleisige Tunnelröhren. Im Ergebnis einer Prüfung und Bewertung durch DB Netz, EBA und Bundesministerien erfolgte eine Zustimmung zur Errichtung der Tunnel in der ursprünglich geplanten Form. Damit hätten auch die Umwelteingriffe und Kosten begrenzt werden können. Als Auflage wurde ein Tunnelbegegnungsverbot verfügt. Eine Begegnung im Tunnel von mit mehr als 250 km/h fahrenden Reisezügen und hierfür technisch nicht geeigneten Zügen, insbesondere Güterzügen, ist aus aerodynamischen Gründen auszuschließen, da hierzu keine Erkenntnisse über das Verhalten von Fahrzeugen und Ladung vorliegen.
Die Begegnung von mehr als 250 km/h schnellen Personen- mit Güterzügen ist laut EBO-Ausnahmezulassung „durch ein selbsttätig wirkendes technisches System sicher auszuschließen“. Dieses System – so die Begründung – „soll den höchsten realisierbaren signaltechnischen Anforderungen, mindestens jedoch SIL 4, genügen“. Damit dürfte es höchstens alle 113 000 Jahre zu einer unzulässigen Begegnung zwischen einem Reise- und einem Güterzüg kommen.
In wenigstens 1000 m langen Tunneln sind mögliche Begegnungen und Überholungen von Personen- und Güterzügen aus Gründen des Brand- und Katastrophenschutzes sowie der Aerodynamik auszuschließen. Für kürzere Tunnel wird erwogen, Geschwindigkeitsbeschränkungen im Tunnelbegegnungsverbotsystem einzurichten.
Für die Realisierung des Tunnelbegegnungsverbots zwischen Personen- und Güterzügen wurden verschiedene Lösungen untersucht und letztlich ein spezielles System konzipiert, das dem Stellwerk Erlaubnisse zur Einfahrten in Tunnel übermittelt, soweit bestimmte Kriterien eingehalten sind. Derartige Erlaubnisse können auch mit einer Geschwindigkeitsbeschränkung verbunden sein, die ebenfalls an das Stellwerk übertragen wird. Dazu sind Projektierungsdaten (z. B. Tunnelbereiche), Regeln für zulässige und unzulässige Begegnungen sowie Zugkategorien mit verschiedenen Merkmalen (z. B. Achsmuster und ETCS-Zugkategorien) zu hinterlegen. Ein entsprechendes System war Mitte 2015 in der Endphase der Entwicklung.

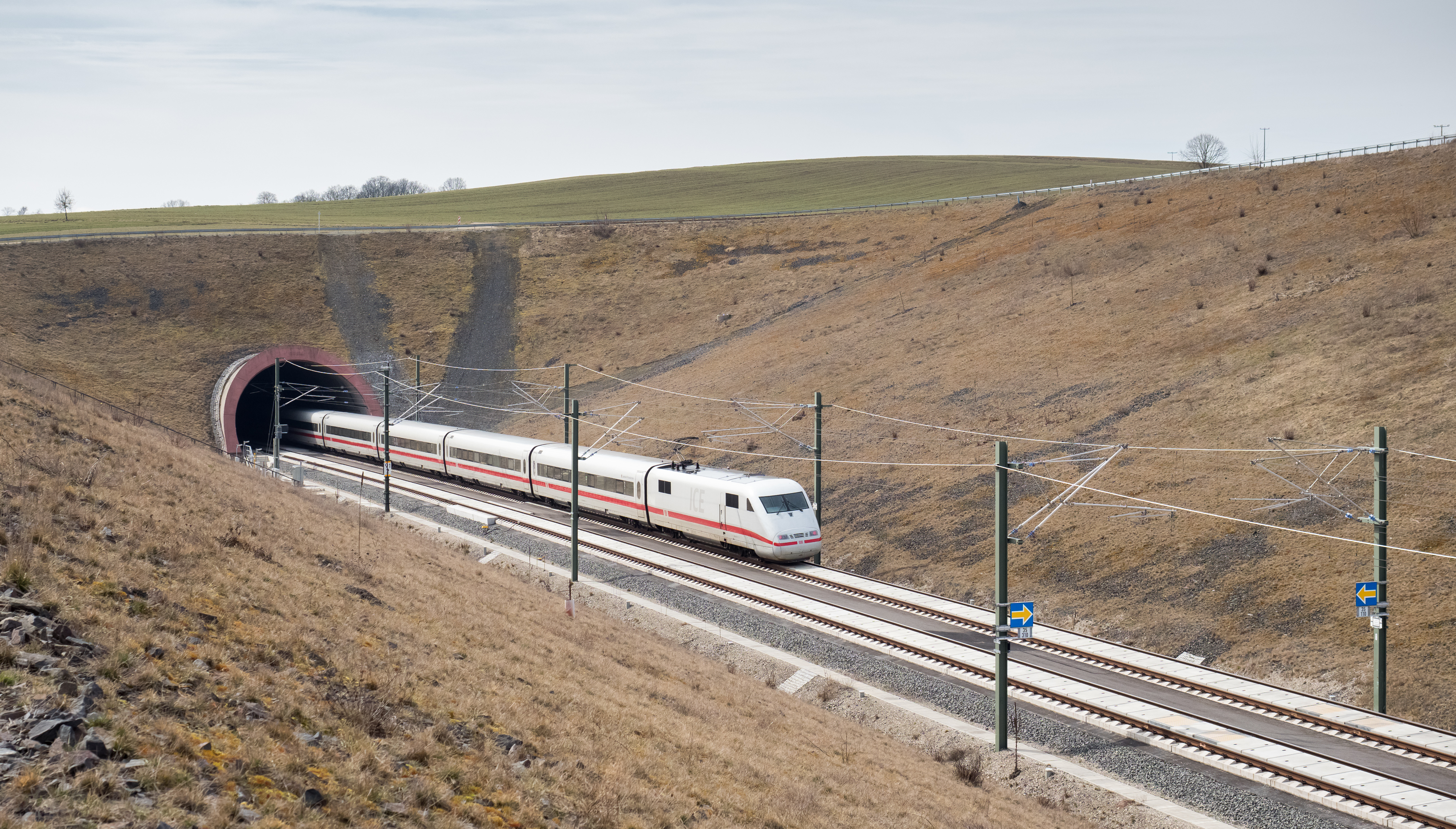
ETCS-Halttafeln vor dem Nordportal des Tunnels Eierberge bei Bad Staffelstein. An diesen Signalen können Güterzüge vor dem Tunnel zum Halt gebracht werden.

Die Sicherung war letztlich als Stellwerksfunktion umzusetzen. Das System wurde ab Mitte 2017 erprobt. Die ETCS-Streckenzentrale übermittelt dem Stellwerk dazu Zugdaten, das Stellwerk stellt der Streckenzentrale Geschwindigkeitsvorgaben bereit. Das Standardbediensystem für Elektronische Stellwerke wurde angepasst. Die Fahrdienstleiter der Strecke wurden zur Bedienung des Systems geschult.
Nach manchen Angaben sei das System bereits Ende 2017 in Betrieb gewesen (u. a. für beladene Bahndienstfahrzeuge), nach anderen Angaben solle die Umsetzung 2018 erfolgen. Die Zulassung des Systems stand Anfang 2019 noch aus, womit Güterzüge ebenso wenig wie nicht druckertüchtigte Flixtrain-Züge (für das TBV-System als Güterzüge) nicht über die Strecke geführt werden konnten. Laut DB-Angaben war im Februar 2019 die „Erstellung technischer Rahmenbedingungen“, die einen Mischbetrieb unter Berücksichtigung des Tunnelbegegnungsverbots zulassen, im Gange. Laut DB-Angaben von Ende 2020 sei ein System zum Tunnelbegegnungsverbot „in Erstellung“. Laut Angaben von Februar 2021 sei die Beauftragung zur technischen Umsetzung erfolgt. Die Inbetriebnahme soll bis Oktober 2025 erfolgen.
Gemäß einer Vorgabe des Eisenbahn-Bundesamtes darf das selbsttätig gesteuerte Zugleitsystem momentan nicht als alleiniges Mittel zum Ausschluss der Begegnung unterschiedlicher Zugarten in Tunneln zum sicherungstechnischen Einsatz kommen. (Stand: 2019) Soweit die Zugart im Fahrzeuggerät nicht als unveränderlicher Wert eingetragen wurde, sind vor Fahrtantritt anhand einer Checkliste die Prüfungsschritte zur Sicherstellung der korrekten Eingabe der Zugart in das ETCS-Bordgerät schriftlich zu dokumentieren.
Ein von Siemens patentiertes Verfahren sieht vor, Lichtwellenleiter und Optische Zeitbereichsreflektometrie zur Zugarterkennung einzusetzen.
2020 wurde eine „Erweiterung TBV-System“ für den Streckenabschnitt an Siemens vergeben. Im Januar 2025 fuhr ein erster Güterzug über die Strecke.
Fällt die Überwachung des Tunnelbegegnungsverbots aus, wird der Betrieb auf der Strecke eingestellt und der Verkehr umgeleitet.
Aufgrund des Tunnelbegegnungsverbots kann auf der Strecke Güterverkehr grundsätzlich nur nachts fahren.
Neben dem Tunnelbegegnungsverbot besteht auf der Strecke auch ein nicht näher bezeichnetes „Brückenbegegnungsverbot“.

### Mainzer Eisenbahntunnel
Während der „Generalsanierung“ der Riedbahn (2024) führte das Tunnelbegegnungsverbot in den Mainzer Eisenbahntunneln zu einem Engpass zwischen Rhein-Main- und Rhein-Neckar-Gebiet. Um diesem zu begegnen, wurden Zeitfenster definiert, in denen kein Personenverkehr durch die Tunnel fahren soll, um ausreichend umgeleitete Güterzüge durch den Knoten Mainz führen zu können.

### Ausblick
Im Rahmen des 2022 begonnenen Projekts „300 km/h auf alten Schnellfahrstrecken“ soll eine Reihe von schrittweise umsetzbaren Maßnahmen erarbeitet werden, um die Auswirkungen des TBV zu verringern.
Mittels der bis 2030 geplanten Einführung von ETCS soll das Tunnelbegegnungsverbot auf der Schnellfahrstrecke Mannheim–Stuttgart überwacht und damit 280 km/h auch in Tunneln zugelassen werden können. Durch den Ausbau der Strecke könne im Deutschlandtakt die Reisezeit auf einer Reihe von Verbindungen verkürzt und die Knoten Stuttgart, Ulm und Augsburg besser miteinander verbunden werden.
Auf der Neubaustrecke Rhein/Main–Rhein/Neckar soll voraussichtlich ein Tunnelbegegnungsverbot vorgesehen werden. Im Güterzugtunnel Fürth ist hingegen kein derartiges Verbot geplant.
Ein „flexibles Tunnelbegegnungsverbot“ unter „Ausnutzung der genauen Kenntnis der jeweiligen Zugeigenschaften und der aktuellen Betriebslage“ gilt als ein Potenzial der Reference CCS Architecture (RCA), einer standardisierten Leit- und Sicherungstechnik, die von mehreren europäischen Infrastrukturbetreibern vorangetrieben wird.